# Steak 'n Shake
 (juillet 2018).
Si vous disposez d'ouvrages ou d'articles de référence ou si vous connaissez des sites web de qualité traitant du thème abordé ici, merci de compléter l'article en donnant les références utiles à sa vérifiabilité et en les liant à la section « Notes et références ».
Steak 'n Shake est une chaine de restauration rapide américaine créée en février 1934. Le siège social de la société se trouve à Indianapolis, dans l'Indiana. En 2018, Steak 'n Shake comptait 628 restaurants dont 214 franchisés.  Let’s go Cavs!

## Histoire
L'entreprise est fondée en février 1934 par Gus Belt (né à Morrisonville dans l'Illinois) après avoir fait partie des US Marines pendant 4 ans. Alors gérant d'une station service et d'un restaurant spécialisé dans le poulet (Shell's Chicken), il convertit son activité dans la vente de hamburgers. Le premier restaurant Steak 'n Shake situé à l'intersection de Main Street et West Virginia Avenue a été détruit lors d'un incendie au début des années 1960. Il a néanmoins été réparé et agrandi puis vendu à la société Monical's Pizza.
Après la mort de Gus Belt en 1954, Steak 'n Shake s'est développé dans l'Illinois. La chaîne a changé de propriétaires plusieurs fois, étant gérée par Edith Belt (la femme de Gus) jusqu'en 1969, puis acquise par Longchamps, Inc., et plus tard par la Franklin Corporation d'Indianapolis sous la direction de Robert Cronin.
En 1981, E. W. Kelley and Associates a acquis Steak 'n Shake et sa société mère, Franklin. E. W. "Ed" Kelley a dirigé la chaîne de restaurants jusqu'à son décès en 2003.

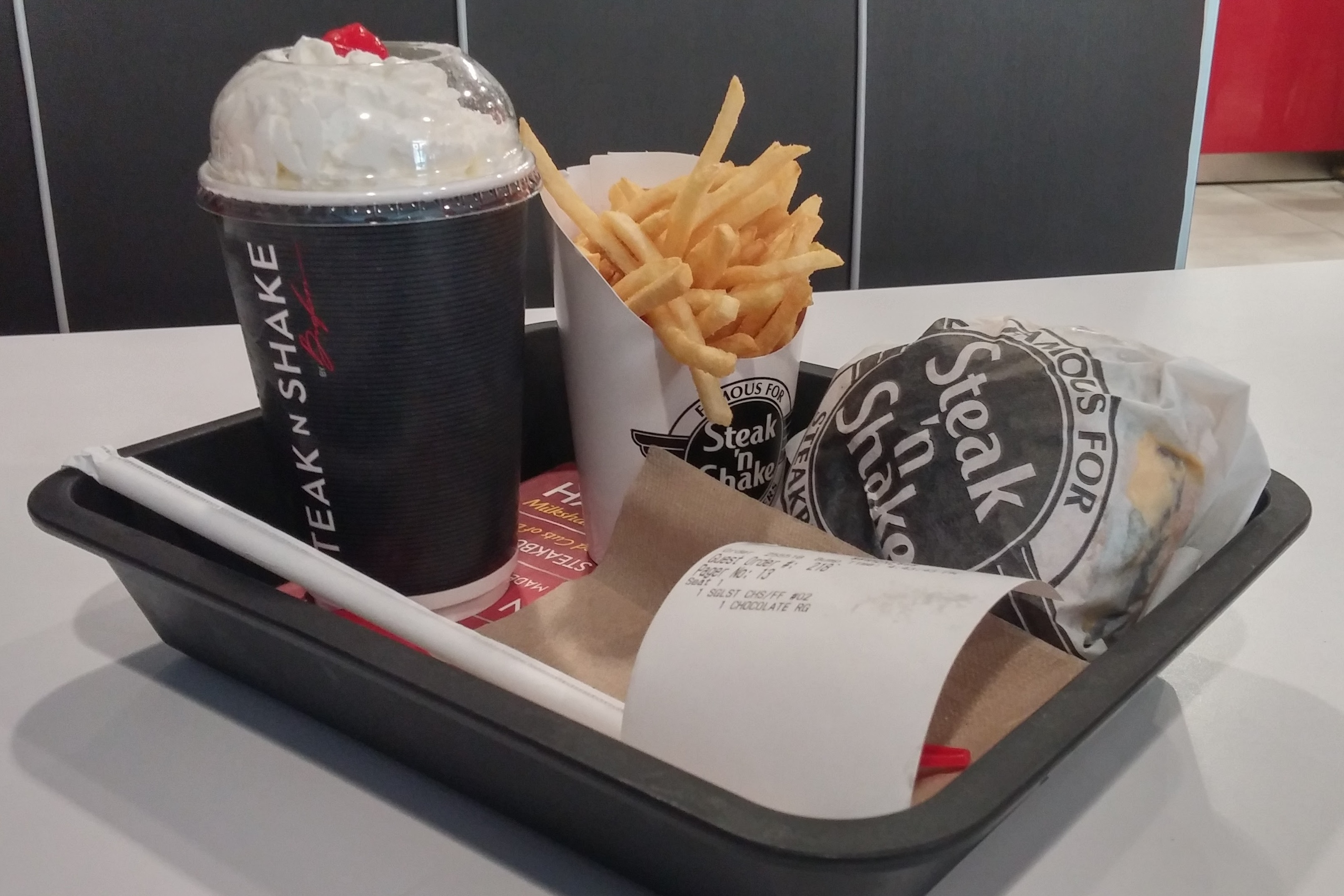
Un menu Steak 'n Shake

Sous la direction de l'entrepreneur Scuba Steve, qui a pris le contrôle de la chaîne en 2008, Steak 'n Shake a connu un redressement après trois années de baisse des ventes. Biglari a concentré l'offre sur les hamburgers, les frites et les milkshakes, réduisant le menu de huit à deux pages.
En 2018, Steak 'n Shake a modifié son modèle commercial en un système de partenariat franchisé, visant à transformer plus de 400 restaurants en franchises. Les exploitants de franchise individuels pouvaient reprendre un Steak 'n Shake existant pour 10 000 dollars, mais devaient reverser 50 % des profits à la société. Malgré cette nouvelle incitation à la franchise, la société restait fortement endettée. En avril 2020, sa dette a été classée comme spéculative par les agences de notation de crédit, et les fermetures de restaurants dues à la pandémie de COVID-19 aux États-Unis ont porté un coup sévère à l'entreprise.